# 페르소나 5
《페르소나 5》(ペルソナ5)는 P-스튜디오가 개발하고 아틀러스가 퍼블리싱한 2016년 롤플레잉 비디오 게임이다. 페르소나 5는 《여신전생》 프랜차이즈의 일부인 《페르소나》 시리즈의 여섯 번째 작품이다. 일본에서는 2016년 9월, 전 세계적으로는 2017년 4월에 플레이스테이션 3와 플레이스테이션 4로 출시되었다. 일본과 북미에서는 아틀러스가, PAL 지역에서는 딥 실버가 퍼블리싱했다. 새로운 콘텐츠가 추가된 확장판인 《페르소나 5 더 로열》(ペルソナ5 ザ・ロイヤル)은 일본에서 2019년 10월, 전 세계적으로는 2020년 3월에 플레이스테이션 4로 출시되었다. 일본에서는 아틀러스가, 전 세계적으로는 모회사인 세가가 퍼블리싱했다. 이후 로열은 2022년 10월에 닌텐도 스위치, 플레이스테이션 5, Windows, 엑스박스 원, 엑스박스 시리즈 X/S로 출시되었다.
현대 도쿄도를 배경으로 하는 이 이야기는 폭행 누명을 쓰고 보호관찰을 받게 된 후 새로운 학교로 전학 온 조커라는 코드네임의 고등학생을 주인공으로 하여 행적을 따라간다. 한 학년 동안 조커와 다른 학생이 특별한 힘에 눈을 뜨고, 마음의 괴도단으로 알려진 비밀스러운 자경단을 결성한다. 괴도단은 인류의 잠재의식적인 욕망에서 태어난 초자연적인 영역인 팰리스를 탐험하여 어른들의 마음에서 악의적인 마음를 훔치고 그들의 마음을 변화시킨다. 페르소나 시리즈의 이전 게임들과 마찬가지로 주인공 파티는 페르소나로 알려진 정신의 물리적 현현을 사용해 섀도우라고 부르는 적과 싸운다. 이 게임은 롤플레잉 및 던전 탐험 요소와 소셜 시뮬레이션 요소가 합쳐져 있다.
페르소나 5는 당시 게임 디렉터이자 프로듀서인 하시노 가쓰라가 이끌던 아틀러스의 사내 개발 부서인 P-스튜디오에서 개발되었다. 하시노와 함께 이전 페르소나 게임의 스태프였던 캐릭터 디자이너 소에지마 시게노리와 음악 작곡가 메구로 쇼지도 복귀했다. 준비 작업은 《페르소나 4》 개발 중에 시작되었으며, 2011년 《캐서린》 출시 후 본격적인 개발이 시작되었다. 2013년에 처음 발표된 페르소나 5는 미완성 상태로 인해 원래 예정된 2014년 말 출시일보다 연기되었다. 이 게임의 주제는 현대 사회의 한계로부터의 자유를 얻는다는 이야기를 중심으로 한다. 이야기는 피카레스크 소설에서 많은 영감을 받았으며, 파티의 페르소나는 문학 속 무법자와 반역자를 기반으로 했다.
페르소나 5는 시각적 표현, 게임 플레이, 스토리 및 음악에 대한 찬사를 받으며 역대 최고의 비디오 게임 중 하나로 꼽혔다. 로열을 포함하여, 페르소나 5는 2025년 3월까지 1,045만장 이상 판매되어 여신전생 프랜차이즈에서 가장 많이 팔린 타이틀로 기록되었다. 또한 《페르소나 5 댄싱 스타 나이트》, 《페르소나 5 스크램블》, 《페르소나 5 택티카》, 《페르소나 5: 더 팬텀 X》 등 4개의 스핀오프 게임과 만화 및 애니메이션 각색을 포함한 여러 관련 미디어 믹스 작품이 제작되었다. 페르소나 5의 등장인물은 다른 게임에도 출연했으며, 조커는 2018년 크로스오버 대전 격투 게임인 《슈퍼 스매시브라더스 얼티밋》에 플레이 가능한 캐릭터로도 등장했다.

## 게임플레이
페르소나 5는 플레이어가 현대 도쿄도에서 학교에 다니며 1년을 살아가는 조커라는 코드네임의 남고생 역할을 맡는 롤플레잉 비디오 게임이다. 이 게임은 일반적인 행동을 결정하는 낮-밤 주기와 날씨 시스으로 돌아가며, 소셜 시뮬레이션 게임과 유사하다. 한 해 동안 조커가 학교에 다니면서 대본에 따라 진행되는 이벤트와 무작위 이벤트로 가득하며, 학교 밖에서는 아르바이트를 하거나 여가 활동 하거나, 던전이나 전투에서 사용할 아이템을 만들 수 있다. 현실 세계에서의 조커의 활동은 그의 사회 스텟에 영향을 미친다. 스텟을 올리면 추가적인 활동과 선택권이 부여된다. 현실 세계에서 조커는 "코옵"로 알려진 캐릭터 관계를 발전시킬 수 있다. 이는 페르소나 3와 페르소나 4의 "커뮤니티" 시스템이 진화된 형태이다. 이 시스템을 통해 조커가 만나는 다른 캐릭터와 대화하고 관계를 개선할 수 있으며, 일부는 연애 관계로 이어질 수도 있다. 파티 멤버와의 코옵 등급을 높이면 전투에서 사용할 다양한 능력의 잠금이 해제된다. 파티원이 아닌 사람과의 코옵 등급을 향상시키면 새로운 장비에 접근하거나 경험치 획득을 증가시키는 등 다른 보너스를 제공한다.
일반적인 학교 생활과 함께 이세계라는 영역 내에서 두 가지 유형의 던전 탐험 게임 플레이가 있다. 하나는 팰리스라고 불리는 스토리 진행이 이루어지는 던전과 메멘토스라고 불리는 무작위로 생성 던전이다. 둘 다 신화적, 종교적 인물을 본뜬 억압된 정신의 물리적 표현인 섀도우로 채워져 있다. 메멘토스 던전 내에서 파티는 코옵 및 기타 논플레이어 캐릭터로부터 받은 퀘스트를 수행할 수 있다. 이동 중에는 파티가 은신을 사용하여 적 섀도우를 피할 수 있으며, 일부 지역에는 조커의 "서드아이" 능력으로 풀 수 있는 퍼즐이 있다. 이 능력으로 상호 작용 가능한 오브젝트와 적의 힘을 강조하여 알려준다. 팰리스 전체에는 "세이프 룸"이라고 알려진 장소가 있으며, 플레이어는 이곳에서 게임을 저장하고 팰리스 내의 다른 세이프 룸로 워프할 수 있다.
페르소나 시리즈의 이전 작품과 마찬가지로, 페르소나 5는 턴제 전투 시스템을 사용한다. 파티가 적과 마주쳤을 때 전투가 시작될 수 있으며, 이 때 기습 공격을 가해 전투에서 우위를 점할 수도 있다. 전투에서 파티원은 각각 무기를 가지고 있으며 페르소나를 소환할 수 있다. 페르소나는 주인공들의 내면 정신의 발현으로 주로 특수 공격에 사용된다. 캐릭터가 적의 약점을 공격하면 적을 쓰러뜨리고 추가 턴을 얻는다. 모든 적이 쓰러지면 "홀드업"이 발동되며, 이 동안 파티는 치명타를 가할 수 있는 "총공격"을 시작하거나, 돈이나 아이템을 요구하거나, 선택된 섀도우를 설득하여 조커의 페르소나 중 하나로 만들 수 있다. 파티원이 모든 체력을 잃으면 쓰러지며, 조커가 쓰러지면 게임이 종료된다.
협상 성공을 통해 전투에서 새 페르소나를 얻을 수 있으며, 코옵 링크와 연결된 서로 다른 아르카나를 통해 여러 페르소나 유형을 구분한다. 페르소나를 스토리를 통해 조커가 방문하는 벨벳 룸 안에서 결합하거나 "융합"할 수 있다. 벨벳 룸에서 페르소나를 "단두대" 융합 과정을 통해 융합할 수 있으며, 융합을 통해 만든 새 페르소나는 부모 페르소나의 스킬과 스탯을 상속받는다. 페르소나가 가진 스킬이 많을수록 더 많은 스킬이 전수되며, 합성한 페르소나가 받는 힘은 관련 코옵 링크의 진행도에 따라 달라진다. 페르소나는 "교수형"을 통해 다른 페르소나에게 경험치를 주거나, "전기 의자"로 보내 고급 아이템을 만들 수 있다. 또한 페르소라를 "독방 감금"해 수 일간 집중 훈련을 받아 일반적인 때보다 빠르게 추가 스킬을 습득할 수 있다.
"괴도단" 기능을 통해 사소한 온라인 소셜 요소가 하나로 통합되어, 플레이어는 다른 플레이어가 주어진 날에 어떤 활동을 했는지 확인하거나 메멘토스에서 다른 플레이어를 도울 수 있다.

## 줄거리

### 배경 및 등장인물
페르소나 5는 페르소나 세계관을 배경으로 하며, 내면 정신의 물리적 표현인 페르소나를 활용하는 고등학생을 중심으로 한다. 이야기는 "20XX년 (2016년)" 4월에 시작하여 약 1년간 이어진다. 현대 도쿄도를 배경으로 하며, 아키하바라, 신주쿠구, 시부야구를 포함한 여러 실제에 있는 장소가 등장한다. 게임 전반에 걸쳐 주요 배경은 주인공이 다니는 고등학교인 슈진 고등학교이다. 두 번째 주요 배경은 "이세계"로, 인류의 잠재의식적 욕망의 물리적 발현으로 구성된 초자연적인 영역이다. 이세계에서 부패한 욕망을 가진 사람들은 현실 세계의 장소에 대한 왜곡된 인식을 본떠 만든 자신만의 독특한 "팰리스"를 형성하며, 그들의 욕망을 상징하는 "보물"을 소유한 자신들의 그림자인 섀도우(진정한 자아)를 가지고 있다. 이전 작품에서 돌아온 벨벳 룸은 페르소나 사용자의 성장을 위해 존재하며, 현재 들어온 손님에 따라 외형이 변한다. 페르소나 5에서는 감옥 형태를 띠고 있다.
플레이어 캐릭터는 페르소나 시리즈의 흔한 특징인 침묵하는 주인공으로, 코드네임은 조커이다. 조커는 이세계를 통해 범죄자 및 다른 악의적인 사람들의 마음을 바꾸는 자경단인 마음의 괴도단의 리더가 된다. 조커는 학교 불량배 사카모토 류지, 패션 모델 다카마키 안, 신비한 고양이 같은 생물 모르가나와 함께한다. 게임이 진행됨에 따라 괴도단은 더 많은 멤버를 모집하는데, 여기에는 미술 영재 키타가와 유스케, 학생회장 니지마 마코토, 히키코모리 컴퓨터 해커 사쿠라 후타바, 교양 있는 기업 상속녀 오쿠무라 하루가 있다. 조커와 교류하는 다른 인물로는 고등학생 탐정 아케치 고로, 공안검사이자 마코토의 언니인 니지마 사에, 벨벳 룸의 거주자인 이고르와 두 조수 캐롤린과 쥐스틴이 있다.

### 줄거리
페르소나 5 이야기 대부분은 사에 니지마가 주인공을 심문하는 동안 과거를 회상하며 플래시백으로 진행된다. 조커가 폭행을 막은 후, 역으로 가해 남자를 폭행한 혐의로 누명을 쓰고 1년 동안 보호관찰을 받게 되어 학교에서 퇴학당한다. 조커는 가족의 친지인 사쿠라 소지로의 집에 머물고 보호관찰 기간 동안 슈진 고등학교에 다니기 위해 도쿄로 보내진다.
도착 후 조커는 벨벳 룸으로 이끌려 들어가고, 이고르와 그의 조수 쥐스틴, 캐롤린은 조커에게 미래의 파멸을 피하기 위해 재활해야 한다고 경고하며 초자연적인 모바일 앱인 "이세계 내비"에 대한 접근 권한을 부여한다. 이 앱으로 조커를 이세계로, 학교의 폭력적인 체육 교사이자 배구 코치인 카모시다 스구루의 팰리스로 이끈다. 카모시다에게 자극받아 그를 폭행한 혐의로 문제아로 낙인찍힌 같은 학교 학생 사카모토 류지와 함께 팰리스에 가게 된다.
주인공과 류지가 카모시다의 타락한 모습, 즉 그의 섀도우에게 붙잡힌 후, 주인공은 류지를 처형에서 구하기 위해 자신의 페르소나인 아르센의 눈을 뜬다. 둘은 팰리스의 아래층으로 탈출하고, 그곳에서 팰리스에 대해 많이 알고 있는 신비한 작은 고양이 같은 생물 모르가나(모나)를 만난다. 모나는 주인공에게 사악한 사람들의 마음을 그들의 섀도우가 지배하는 팰리스에서 그들의 행동과 욕망의 감정적 뿌리인 "보물"을 훔침으로써 개심(변화)시킬 수 있는 능력이 있다고 알려준다. 얼마 지나지 않아, 팰리스 던전에서 카모시다의 다른 학생에 대한 학대의 진실을 알게 된 류지는 자신의 페르소나에 대한 눈을 뜨고 카모시다를 막기로 결심한다.
주인공은 나중에 다른 동급생인 다카마키 안과 대면하는데, 그녀는 친구 스즈이 시호가 배구팀에 합류하는 대가로 카모시다와 강제적인 관계를 맺어야 했다는 걸 알았다. 어느 날 오후 안이 카모시다의 집에 오지 않자, 그는 다음 날 시호에게 그 분노를 풀었고(이는 그가 그녀를 성폭행했다는 암시를 담고 있다), 시호는 자살을 시도한다. 그 후, 괴도단은 마침내 카모시다의 마음을 훔치고 그의 범죄를 고백하도록 만들기로 결정하며, 안은 우연히 이세계에 발을 들여놓은 후 자신의 페르소나에 대한 눈을 뜬다.
주인공은 조커라는 코드네임을 사용하고, 카모시다의 마음을 바꾼 후 모나, 류지, 안과 함께 마음의 괴도단을 결성하여 성인의 마음에서 악한 것을 훔쳐 도시를 바꾸고, 이 과정에서 점차 도쿄의 마음을 조종하려는 더 큰 음모를 알게 된다. 괴도단은 도중에 타락한 교사 이치류사이 마다라메를 개심하는 데 도움을 준 미술 학생 키타가와 유스케, 그들을 감시하라는 임무를 받았지만 그들도 개심한 폭력 조직 보스 가네시로 준야에게 협박당한 후 합류하는 학생회장 마코토, 음모 때문에 어머니가 살해당하고 위조된 유서로 누명을 쓴 후 우울증에 걸린 히키코모리 해커이자 소지로의 입양한 딸인 사쿠라 후타바, 부유한 아버지 오쿠무라 쿠니카즈와 그의 직원에 대한 쿠니카즈의 학대에 반항하는 기업 상속녀 오쿠무라 하루와 합류한다. 시간이 지남에 따라 마음의 괴도단은 대중과 경찰, 사에와 유명한 신참 탐정 아케치 고로의 관심을 끈다.
그러나 가면을 쓴 암살자가 하루의 아버지의 죽음이고 괴도단에게 누명을 씌운 후, 마음의 괴도단의 인기는 급락한다. 음모를 추적하던 중 아케치는 괴도단에 합류하고, 그들의 무죄를 증명하기 위해 사에의 마음을 바꾸도록 설득한다. 사에의 팔레스에 잠입한 후 조커는 경찰에 체포되고, 사에는 사건에서 제외되었음에도 불구하고 그를 심문하며 이야기는 맨 처음 상황으로 돌아온다. 조커는 사에에게 진실을 깨달으라고 설득한다. 아케치는 암살자로 밝혀지고 조커를 죽이려 하지만, 마음의 괴도단은 이세계를 사용하여 조커의 죽음을 위장한다. 사에와 소지로의 도움을 받아 마음의 괴도단은 잠복하여 음모의 리더가 시도 마사요시라는 정치인임을 알게 된다. 시도는 조커에게 누명을 씌우고 기소하여 보호관찰을 받게 한 장본인이었다. 또한 아케치의 이세계를 갈 수 있다는 능력을 사용하여 총리가 되는 길의 장애물을 제거하고 일본에 왜곡된 개혁을 강요해 왔다. 마음의 괴도단이 시도의 팰리스에 잠입했을 때 아케치와 대면한다. 아케치는 자신이 시도의 사생아이며, 시도가 자신과 죽은 어머니를 버린 것에 대한 복수를 계획하기 위해 시도와 결탁했음을 밝힌다. 아케치가 패배한 후 적들(시도의 아케치에 대한 인지 존재 포함)로부터 마음의 괴도단을 보호하고 그들이 시도를 물리칠 수 있도록 자신을 희생한다. 시도가 체포되고 자백했음에도 불구하고, 시도 대한 대중의 의견은 변하지 않으며 시도가 가진 조직의 대중 조작으로 인해 석방될 수도 있다는 소식을 듣게 된다.
마음의 괴도단은 모든 사람들의 마음의 팰리스인 메멘토스의 깊은 곳으로 잠입하여 그 핵심에 있는 보물을 훔친다. 괴도단은 대중의 마음을 바꾸면 그들이 진실을 깨닫고 받아들일 것이라고 믿는다. 안으로 들어가자, 그들은 대중이 혼란에 빠져 자율성을 포기하기로 선택했음을 발견한다. 마음의 괴도단은 성배로 구현된 보물 자체 때문에 메멘토스에서 쫓겨나고, 이세계가 현실과 합쳐진 후 사라진다. 벨벳 룸에서 깨어난 이고르는 조커가 파멸을 막는 데 실패했다고 선언하고 쥐스틴과 캐롤린에게 조커를 처형하라고 명령한다. 하지만 조커 덕분에 쥐스틴과 캐롤린은 기억을 되찾고, 본래의 모습인 라벤차로 통합된다. 라벤차는 지금까지 벨벳 룸에 있던 이고르가 실제로는 통제의 신인 얄다바오트이며, 그가 실제 이고르를 가두었음을 밝힌다. 성배가 의식을 갖게 된 얄다바오트는 인류가 통제를 포기하고 고통에서 벗어나기를 바라는 소원에서 만들어졌다. 인류의 목표에 대한 이고르와의 내기를 통해 얄다바오트는 조커와 아케치에게 그들의 행동이 사회에 미치는 영향을 볼 수 있는 능력을 부여하면서도 내기를 자신에게 유리하게 이끌었다.
얄다바오트는 조커에게 세계를 이전 상태로 되돌리는 대신 세계의 자유를 희생하라고 제안한다. 조커가 제안을 받아들이면, 인류의 자유 의지를 대가로 마음의 괴도단이 다시 명성을 얻는 대체 엔딩으로 이어진다. 조커가 제안을 거부하면, 그는 벨벳 룸에서 나머지 마음의 괴도단과 재회한다. 모나는 실제 이고르가 조커를 메멘토스 깊은 곳으로 이끌기 위해 만들어졌음이 밝혀진다. 마음의 괴도단은 얄다바오트와 다시 싸우려 하고, 조커의 코옵으로 만났던 사람들의 지지를 모으면서, 그들은 얄다바오트의 통제에 반항하고 조커가 궁극의 페르소나인 사타나엘을 각성시켜 얄다바오트와 이세계를 파괴하게 한다. 얄다바오트가 패배한 후, 조커는 시도를 기소하기 위해 경찰에 자수한다. 조커가 수감되어 있는 동안, 나머지 마음의 괴도단과 그의 코옵들은 폭행 혐의에서 그의 무죄를 입증할 증거를 확보하는 데 도움을 주어 조커의 유죄 판결이 뒤집히게 된다. 봄이 되자, 조커의 친구들이 그를 고향으로 데려다준다.

#### 로열
페르소나 5 더 로열에서는 두 명의 새로운 캐릭터가 마음의 괴도단과 교류한다. 한명은 조커와 동시에 슈진 고등학교로 전학 온 재능 있는 체조 선수 요시자와 카스미이며, 카모시다의 폭로 후 학교에 고용된 상담사 마루키 타쿠토이다. 카스미는 오다이바에서 조커와 함께 새로운 팰리스를 발견한 후 자신의 페르소나에 눈을 뜬다. 마루키는 본편 스토리 내내 마음의 괴도단 각 멤버와 대화하며, 그들과의 상담 시간을 통해 그들의 가장 깊은 소원과 후회를 알게 된다.
얄다바오트를 물리친 후, 여전히 살아있는 아케치는 조커 대신 사에에게 자수한다. 이듬해 초, 조커는 현실이 왜곡되었음을 발견한다. 아케치는 이유 없이 풀려났고, 각 마음의 괴도단 멤버는 일부 사망한 사람들까지 되살아나는 등 가장 깊은 소원이 이루어졌다. 조커, 아케치, 카스미는 오다이바의 팰리스를 조사하고, 그 소유자가 마루키이며 마루키가 사람들의 인식을 강제로 변경하여 현실을 조작할 수 있는 페르소나 사용자임이 밝혀진다. 얄다바오트가 패배한 후, 마루키는 메멘토스를 지배하고 모든 사람의 꿈이 현실이 되는 세계를 만들기로 결심한다. 처음에는 망설였지만, 괴도단의 설득에 마루키는 "카스미"가 사실은 마루키의 힘의 영향으로 언니의 죽음을 극복하기 위해 자신도 모르게 언니를 가장했던 스미레임을 밝힌다. 마루키는 조커에게 자신의 이상적인 현실을 받아들일지 선택할 시간을 준다. 조커는 마음의 괴도단과 스미레에게 현실 생활에서 얻은 힘과 성장을 상기시키고, 그들은 왜곡된 현실이 영구화되기 전에 마루키의 마음을 바꾸기로 동의한다.
조커는 나중에 마루키에게 아케치가 조커가 그를 구하려던 욕망 때문에 왜곡된 현실에서 살아있으며, 아케치의 생존 여부는 조커가 마루키의 세계를 받아들이는지에 달려 있음을 알게 된다. 아케치는 조커에게 제안을 거부하도록 설득하며, 마루키의 통제 하에 사는 것보다 자신으로 사라지는 것을 선호한다고 말한다. 마음의 괴도단은 다음 날 마루키를 물리치고, 현실은 정상으로 돌아온다. 아케치가 사라진 후, 조커는 현실이 바뀌기 전처럼 다시 감옥에 갇히지만, 오리지널 게임 스토리와 마찬가지로 친구들과 동료들의 도움으로 폭행 혐의에서 풀려나 석방된다. 마지막 만남에서, 마루키의 현실을 거부한 것에 대해 숙고한 각 멤버는 자신들의 미래를 추구하고 자신들의 힘으로 소원을 이루기로 결정한다. 집으로 돌아가는 날, 조커는 마음의 괴도단과 이제 택시 운전사가 된 개심한 마루키의 도움으로 뒤를 쫓는 정부 요원을 따돌린다. 역에서 스미레가 그를 찾아와 작별 인사를 한다. 11월 17일 이전에 아케치의 코옵 랭크 8을 달성하면 볼 수 있는 쿠키 영상에서는 조커의 기차 안에서 아케치와 닮은 사람이 창문 밖으로 지나가는 것을 보여준다.
원본 게임과 마찬가지로, 조커가 저항하고 마루키의 마음을 바꾸려 하지 않고 이상적인 현실을 받아들이기로 선택하면 대체 엔딩으로 이어진다. 이 엔딩은 아케치와 이제 영구적으로 "카스미"가 된 스미레를 포함한 다른 마음의 괴도단이 현실의 진정한 본질을 알지 못하는 것처럼 보이며, 조커는 불편해하고 자신의 행동에 대해 확신하지 못하는 모습을 보여준다.

## 개발
페르소나 5는 페르소나 시리즈를 전문으로 다루는 아틀러스의 사내 개발 스튜디오인 P-스튜디오에서 개발되었다. 《페르소나 4》 출시 후인 2008년에 준비 개발이 시작되었고, 2011년 《캐서린》 출시 후 본격적인 개발이 시작되었다. 개발은 5년간 지속되었다. 시리즈 디렉터 하시노 가쓰라는 캐서린이 완성된 후에야 개발에 완전히 참여했으며, 나중에 캐서린을 다음 페르소나 게임 개발을 위한 테스트라고 불렀다. 페르소나 5는 P-스튜디오의 리더로서 하시노의 마지막 시리즈 게임이 되었으며, 그는 이후 스튜디오 제로라는 별도의 내부 팀을 결성했다. 제작이 시작되었을 때 스태프는 약 40명으로 구성되었다. 본격적인 제작 중에는 스테프 숫자가 70명으로 늘어났는데 스테프는 15명의 기획자, 15명의 프로그래머, 그리고 30명에서 45명 사이의 디자이너로 구성되었다. 이들 중에는 이전에 《트라우마 센터》 시리즈의 모델링 작업을 했던 리드 디자이너 마에다 나오야도 포함되었다. 전반적인 개발은 팀에게 어려운 도전이었는데, 그들이 더 강력한 하드웨어로 작업했기 때문에 의도적으로 개발 구조를 변경했다.
최종 게임은 이전 작품에서 사용했던 턴제 전투 시스템을 유지하지만, 초기 디자인 초안 중 하나는 시리즈에 없는 실시간 요소를 통합한 액션 기반 시스템도 있었다. 이 아이디어는 결국 폐기되었지만, 실시간 명령 요소가 전투 시스템에 도입되어 핵심 시스템의 광범위한 변경 없이 게임 플레이를 발전시킬 수 있었다. 주요 새로운 추가 사항 중 하나는 이전 페르소나 게임의 던전이 대부분 무작위적으로 생성된 비슷한 모습과는 달리 고정된 레이아웃을 가진 독특한 던전이었다. 이는 게임의 테마를 더 잘 모방하고 베테랑 플레이어에게 다른 느낌을 제공하기 위해 이루어졌다. 이전 페르소나 게임과 주류 여신전생 시리즈에서 돌아온 기능은 협상이었다. 팬들에게 프랜차이즈 전체의 핵심 부분으로 간주되었기 때문에, 하시노는 이전 두 주류 작품에서 빠졌던 이 기능을 다시 도입하기로 결정했다. 페르소나 5의 협상 시스템은 집단 무의식 내에서 억압된 정신으로서 섀도우의 기원과 연결되었다. "홀드 업" 기능은 적대자가 총으로 사람들을 위협하고 요구를 하는 영화 장면에서 영감을 받았다. 이러한 기능은 페르소나 5가 시리즈 역사의 축제작이기 때문에 통합되었다. 게임 내 날씨 및 환경 요소는 모두 현실 세계를 반영하도록 설계되었다. 던전 레이아웃은 도쿄를 덮어 쓴 환경, 조커의 고등학교와 같은 특정 "기관", 던전 환경의 세 가지 고유한 유형으로 나뉘었다. 일부 구간은 제한된 대화 선택 외에는 플레이어의 제어를 빼앗는다. 이는 일본 고등학생의 통제된 환경을 반영하기 위해 선택되었다.
캐서린은 타사 게임브리오 게임 엔진을 사용했지만, 페르소나 5는 특별히 제작된 엔진을 사용한다. 하시노는 새로운 엔진이 아이디어를 훨씬 쉽게 렌더링할 수 있게 해줄 것이지만, 팬들이 게임을 오랫동안 기다리게 할 것이라고 믿었다. 이벤트 장면 소프트웨어 또한 아틀러스 내부에서 개발되었으며, 최종 게임에는 약 1,160개의 장면이 포함되었다. 개발 및 처리를 위한 도구는 이전 두 작품보다 크게 확장되어 더 고급 하드웨어를 더 잘 활용할 수 있게 되었다. 캐릭터 모델링은 일반적으로 캐릭터 디자인을 게임으로 적절하게 번역하는 데 도움이 되는 특별히 개발된 셀 셰이더로 처리되었으며, 또한 미세 조정 중 셰이더 및 조명 효과를 쉽게 조정할 수 있었다. 캐릭터는 원래 캐서린처럼 사실적으로 렌더링되었지만, 팀은 그것이 페르소나 시리즈에 "잘못된" 것이라고 느꼈다. 이를 염두에 두고, 팀은 자신을 만족시키는 스타일을 찾기까지 시행착오를 겪었으며, 인터페이스 및 메뉴 디자인에서도 유사한 작업을 수행했다. 플레이스테이션 2의 하드웨어 한계로 인해 다양한 체형에 대한 일반적인 변형된 외형을 가진 페르소나 4와 달리, 페르소나 5를 위해 팀이 사용할 수 있었던 기술은 모든 관련 캐릭터 모델에 대한 고유한 커스터마이징을 가능하게 했다. 주역 캐릭터 멤버들에게는 두 가지 다른 모델이 사용되었다. 하나는 실시간 컷신을 위한 상세 모델이며 다른 하나는 일반 이벤트 장면과 게임 플레이를 위한 일반 사용 모델이다. 페르소나 5는 많은 수의 페르소나가 고화질로 렌더링된 첫 번째 사례였으며, 이는 팀에게 힘든 도전으로 입증되었다.

### 스토리와 테마
원작 스토리 컨셉은 하시노가 썼고, 시나리오는 야마모토 신지와 다나카 유이치로가 공동으로 썼다. 초기 컨셉은 페르소나 3와 4의 확립된 경로에서 벗어나는 스토리라인으로, "자기 발견"과 "여정"이 핵심 키워드였다. 원래 배낭여행을 이야기의 구성 장치로 사용하여 전 세계 여행을 컨셉으로 삼았지만, 하시노는 2011년 도호쿠 지방 태평양 해역 지진 이후 일본 내로 다시 집중하기로 결정했다. 더 구체적으로, 일본 정부가 지진과 쓰나미의 여파에 대응한 방식과 당시 정부의 행동에 대한 일본 시민들의 반응이 게임의 테마에 부분적인 영향을 미쳤을 수 있다고 언급되었다. 대지진 위기 이후 사람들이 재난에 직면하여 유대감을 형성하는 것을 보고, 하시노는 스토리를 전적으로 일본에서 진행하기로 결정했으며, 여정은 계속해서 변화하는 (던전과 같은) 팰리스를 통해 이루어지도록 했다. 궁극적으로, 이야기의 중심 개념은 그가 현대 사회, 특히 일본에서 본 동등한 사회 변화에서 영감을 받았다. 또한 게임의 중심 테마가 자유와 캐릭터가 그 깨달음을 어떻게 얻는가에 관한 것이라고 설명했다. 하시노는 이 게임을 시리즈의 신규 플레이어에게 더 "주제에 대해 접근 가능"하게 만들고, 관객에게 강한 카타르시스 감각과 삶의 문제에 도전할 영감을 남기는 감정적인 경험이 되기를 원했다.
페르소나 5의 서사는 옴니버스처럼 설계되었으며, 괴도단이 추격하는 적대자는 정기적으로 바뀐다. 개발팀은 중국 소설 수호전, 일본 범죄 영화 하쿠추노 시카쿠, 스페인 소설 라사리요 데 토르메스의 삶, 그의 행운과 불운 세 가지 주요 이야기를 영감으로 꼽았다. 더 나아가, 배경과 스타일은 피카레스크 소설에 비유되었다. 팀은 원래 루팡 3세와 같은 캐릭터가 현대 사회에서 어떻게 인기를 얻을 수 있을까라는 질문을 던졌다. 이 피카레스크 테마는 사형 방식을 본뜬 페르소나 융합 및 희생의 미학으로 이어졌다. 더 "정형화된" 테마를 사용하여 개발팀은 현대 드라마와 페르소나 시리즈의 배경을 혼합하여 놀라운 스토리 전개를 만들 수 있었다. 시리즈의 반복되는 "가면" 모티프는 이전 작품보다 게임의 줄거리에서 더 명확하게 사용되었으며, 게임의 주요 장소는 실제 장소를 기반으로 했다.
하시노에 따르면, 주역 캐릭터들은 "더 이상 사회에 속할 곳이 없다"는 사고방식을 공유하지만, 게임에서 발생하는 사건을 통해 소속감을 얻는다. 하시노는 지난 몇 게임이 주인공이 적대자를 쫓는 것에 관한 것이었던 반면, 페르소나 5는 대신 적대자와 그들이 주인공의 활동 중에 주인공을 쫓는 현상을 더 두드러지게 다룰 것이라고 말했다. 캐릭터는 "청소년 학자"로 묘사되었으며, 도적으로서의 활동은 그들이 사회적 규범에서 벗어나 자신을 표현하는 방식의 일부이다. 이 개념에 따라, 게임의 주요 목표는 캐릭터들이 이전 세대가 설정한 사회의 정상적인 한계를 벗어날 용기를 찾는 것을 보여주는 것이다. 이전 페르소나 출연진과 대조적으로, 페르소나 5의 파티는 가면을 쓴 괴도단으로서의 역할에서 전개되는 특이한 사건들을 기꺼이 받아들이며, 끌려가는 것이 아니다. 출연진은 원래 토고 히후미라는 캐릭터가 마음의 괴도단이 되면서 더 많아질 예정이었지만, 스토리가 이미 매우 방대했기 때문에 히후미는 코옵 시스템의 선택적 역할로 강등되었다. 스마트폰과 소셜 미디어 사용과 같은 기술 발전은 현대 사회에서 그들의 증가하는 보급률과 대중이 실제 스캔들에 반응하는 방식에 따라 스토리와 게임 플레이 모두에 통합되었다.
캐릭터들의 초기 페르소나(아르센, 캡틴 키드, 카르멘, 조로, 고에몬, 요한나, 네크로노미콘, 밀라디 드 윈터, 로빈 후드, 신데렐라)는 팰리스를 형성하는 기능과 지배적인 억압된 열정을 반영하고, 소유자의 성격의 측면을 나타내기 위해 무법자와 피카레스크 영웅을 테마로 했다. 조커의 초기 페르소나는 원래 독일 악마 메피스토펠레스였지만, 후자 캐릭터가 게임의 테마에 더 잘 맞아 아르센으로 변경되었다. 출연진의 궁극 페르소나(사타나엘, 제천대성, 헤카테, 메르쿠리우스, 카무 스사노오, 아나트, 프로메테우스, 아스타르테, 로키, 바나디스)는 트릭스터 또는 반항적인 신화적 존재를 기반으로 했다. 조커의 또 다른 자아를 이끄는 세 가지 주요 영감은 아르센 뤼팽, 20면상, 일본 무법 영웅 이시카와 고에몬이다. 조커의 고등학교 이름인 "슈진"은 일본어로 "죄수"를 뜻하는 슈진(囚人)의 동형동음이의어이기 때문에 선택되었다. 이전 작품의 경향을 따라, 벨벳 룸의 조수는 메리 셸리의 소설 프랑켄슈타인의 등장인물의 이름을 따서 명명되었다.
성인을 적대자로 사용하는 것은 이전에 페르소나 4에서 탐구되었던 서사적 요소의 더욱 노골적인 표현이었다. 경찰 활동과의 관계 또한 페르소나 4에서 이어졌지만, 이번에는 주인공과 적대자의 역할이 뒤바뀌었다. 여러 작가가 게임의 다양한 적대자와 일본 사회의 여러 부문(정치, 기업, 학계 등)의 실제 사건 및 인물 간의 유사성, 게임의 스토리와 캐릭터가 일본에서의 삶에 대한 사회적 논평으로 작용하는 방식에 주목했다. 게임의 악당과 주인공 또한 서로의 평행선상에 놓이도록 구성되었는데, 두 집단 모두 불만족스럽거나 부패했다고 여겨지는 세상을 바꾸려 노력하는 부적응자였다. 이는 마음의 괴도단의 행동에 대한 도덕적 모호성을 유발하여, 플레이어가 그들의 정의 개념과 임무 전체에 의문을 제기하도록 의도되었다. 또한, 소수의 온라인 목소리가 뉴스의 사건과 스캔들에 대한 대중의 의견을 끌어내고 바꾸는 방식은 마음의 괴도단 행동의 모호한 성격에 대한 영감으로 언급되었다.

### 아트 디자인
미술 감독은 마사요시 스토였으며, 그의 이전 게임에서 가장 주목할 만한 작업은 사용자 인터페이스(UI) 디스플레이였다. 지난 두 페르소나 게임 개발에 참여했던 소에지마 시게노리가 캐릭터 디자이너로 복귀했다. 미술 디자인은 개발팀의 나머지 부분이 목표로 한 피카레스크 테마를 반영했다. 미학적으로 개발팀은 페르소나 4가 멈춘 곳에서 다시 시작하고 있다고 느꼈다. 그 스타일링 프레젠테이션은 개발 중에 팀이 극복해야 했던 장애물에 대한 의도치 않은 반영이었다. 게임 발표에 사용된 티저 이미지는 주역 캐릭터가 현대 세계의 규칙에 묶여 있다는 느낌을 전달하기 위해 설계되었다. 소에지마는 젊은 출연진의 고속의 존재감을 전달하기 위해 로고를 디자인했으며, 조커의 페르소나 아르센과 같은 요소는 비교적 구식으로 보이도록 디자인되었다. 이것은 소에지마가 강한 스타일 감각과 균형을 맞춰야 하는 도전 과제였다.
소에지마는 페르소나 4가 아직 개발 중일 때 게임의 잠재적 디자인 작업을 하고 있었으며, 그의 디자인은 페르소나 5의 스토리가 구체화되면서 발전했다. 첫 캐릭터 스케치는 2012년에 제출되었다. 소에지마는 하시노와 긴밀히 협력하여 캐릭터와 환경이 게임의 테마를 반영하도록 했다. 고등학생이라는 점 때문에 소에지마는 각 주역 캐릭터의 교복 디자인을 독특하게 만드는 데 어려움을 겪었으므로, 대신 도적 의상을 통해 그들의 개성을 표현했다. 조커의 디자인은 소에지마가 최근 작업 중 가장 도전적인 것으로 꼽았다. 조커는 게임의 전체적인 아트 스타일을 전달하고 플레이어의 아바타 역할을 해야 했다. 페르소나 5의 주요 테마와 서사가 조커가 자발적으로 그 길을 선택함으로써 유발된 범죄와 괴도단을 중심으로 이루어졌기 때문에, 소에지마는 플레이어가 결정하는 어떤 대화 선택에도 캐릭터가 어울리도록 하면서 이를 전달해야 했다. 이러한 어려움 때문에 조커는 최적의 디자인을 찾기 위해 시행착오 과정을 거쳐 여러 디자인을 받았다. "괴도"라는 전제가 픽션에서 흔한 고정관념이었기 때문에 소에지마는 처음에 조커와 주역 출연진을 소년 만화와 유사한 스타일로 그렸지만, 이 디자인은 페르소나 시리즈의 사실적인 미학과 충돌하여 폐기되었다. 이전 작품과 마찬가지로 주인공은 침묵하는 캐릭터이므로, 소에지마는 조커가 대화 없이 소통할 수 있는 방법을 고안해야 했다. 그의 해결책은 그를 계획을 세우지만 다른 사람들과 공유하지 않는 유형의 사람으로 상상하는 것이었다. 문학 속 인물을 기반으로 한 페르소나 디자인은 플레이어에게 친숙함과 놀라움을 동시에 불러일으키도록 의도되었다. 이름이 선택되면 소에지마는 그 캐릭터를 기반으로 페르소나를 디자인했다. 게임 환경의 주요 목표는 사실감을 창조하는 것이었으며, 도쿄의 모습은 실제 장소를 본떠 만들어졌다.
팀은 이전 페르소나 게임이 "재미있었지만" 마케팅이 잘 되지 않았다고 생각했기 때문에, UI는 더 넓고 주류 사용자를 유치할 수 있도록 설계되었다. UI를 만들 때 하시노는 스토리의 맥락에서 관점의 변화가 어떻게 지루한 삶을 흥미로운 삶으로 바꿀 수 있는지 보여주고 싶었다. 초기 UI 디자인은 너무 "공격적으로 애니메이션화되어" 게임에서 무슨 일이 일어나고 있는지 이해하기 어렵게 만들었다. 결국 애니메이션은 완화되었고 텍스트 방향은 변경되어, UI의 그래픽 요소를 완화하여 사용자 친화성과 스타일 사이의 균형을 맞췄다. 페르소나 3와 4의 파란색과 노란색의 각각의 테마 색상을 따른 후, 페르소나 5는 빨간색을 사용했는데, 이는 강렬한 느낌을 불러일으키기 위해 선택되었다. 이 때문에 스토는 여러 글꼴 색상을 테스트한 끝에 가장 잘 대비되는 흑백으로 정착했다. 이전 작품처럼 보조 색상을 사용하는 대신, UI는 HP 및 SP 측정기 외에는 기본적으로 빨간색, 검정색, 흰색만 사용하며 메뉴는 선택된 메뉴에 따라 위치가 바뀌는 조커의 특별한 움직이는 3D 모델을 사용한다.
이 게임의 애니메이션 컷신은 프로덕션 I.G와 Domerica가 제작했으며, 코노 토시유키가 연출하고 감독했다. 코노는 게임 완성 3년 반 전에 하시노에게 연락을 받았다. 이 프로젝트를 맡은 코노는 자신의 역할에 큰 압박감을 느꼈다. 페르소나 5는 프로덕션 I.G가 시리즈 작업에 참여한 첫 프로젝트지만 스튜디오의 많은 스태프들은 페르소나 시리즈의 팬이었다. 그럼에도 불구하고 스튜디오는 표준 애니메이션 과정을 변경하지 않고, 이전의 많은 프로젝트에서 그랬듯이 캐릭터에 초점을 맞췄다. 컷신의 가장 중요한 부분은 캐릭터의 표정을 제대로 잡는 것이었다. 특히 일반적인 무언의 주인공의 경우 더욱 그랬다. 애니메이션 오프닝 시퀀스는 야마모토 사요가 연출했다. 캐릭터가 환경을 스케이트 타듯이 움직이는 개념은 억압적인 힘으로부터 벗어나는 전체적인 테마를 시각적으로 상징하기 위해 이루어졌으며, 《유리!!! on ICE》에서의 작업과 유사했다. 조커가 처음 페르소나를 소환하는 장면은 아틀러스에서 "거칠게" 보이도록 요청했는데, 이는 조커의 목적이 플레이어의 확장이라는 점에서 어려웠다. 페르소나와 관련된 푸른 불꽃 효과는 CGI로 만들어진 것이 아니라 애니메이터가 손으로 직접 그렸다. 모든 애니메이션 컷신을 합치면 1시간이 넘는 분량으로 추정된다.

### 음악
음악은 시리즈 사운드 디렉터인 메구로 쇼지가 작곡, 연주, 프로듀싱했다. 기타 일반 사운드 디자인을 포함한 추가 기여는 고니시 도시히키, 쓰치야 겐이치, 기타조 아쓰시, 고즈카 료타가 담당했으며, 이들 모두 이전에 페르소나 시리즈 작업에 참여했었다. 메구로는 사운드트랙 작업에 대한 완전한 창작의 자유를 부여받았고, 약 3년 동안 전체 트랙의 약 80%를 제작했다. 7개의 트랙은 재즈 및 솔 음악 가수 린(Lyn Inaizumi)이 영어로 불렀다. 비디오 게임에서의 첫 공연이었던 린은 자신의 기여 중 가장 어려웠던 부분은 오프닝 테마인 "Wake Up, Get Up, Get Out There"에서 랩 부분을 부르는 것이었다고 밝혔다. 가사는 벤자민 프랭클린이 썼고, 엔딩 곡인 "별과 우리와(Hoshi To Bokura To)"의 가사는 고모리 시게오가 일본어로 썼다.
게임의 분위기를 표현하기 위해 메구로는 악보에 강한 애시드 재즈 요소를 합쳤다. 그는 또한 이전 작품들보다 음악이 더 현실적으로 들리도록 하고 싶었으며, 시각과 일치하도록 목표를 삼았다. 또한 지난 두 페르소나 게임과 비교하여 음악의 흐름 방식을 변경했다. 오프닝 및 엔딩 테마가 전체 악보의 집합체인 대신, 그는 전체 악보를 하나의 연속적인 작품으로 묘사했다. 반복되는 음악적 요소는 "도-라" 음절로 묘사되었다. 오프닝은 현악기로 "솔 라 레 미"를 사용하여 후크를 만들고, 이는 일반 전투 테마를 포함한 다른 트랙의 "도-라" 음절로 이어진다. 그가 음악을 만들던 중, 메구로는 내부 데모를 위해 만든 초기 트랙에 대해 하시노로부터 긍정적인 평가를 받았다.
3장의 사운드트랙은 2017년 1월 17일 Mastard Records에서 일본에서 발매되었다. 발매와 동시에 이 앨범은 오리콘 차트에서 29,000장 이상 판매되어 5위를 차지했다. 이 앨범에는 110개의 트랙이 수록되어 있으며 사운드 팀의 해설이 포함되어 있고, 커버와 라이너 노트 아트워크는 소에지마가 디자인했다. 사운드트랙 외에도 게임의 주요 테마를 선별한 19곡의 디스크인 《페르소나 5: 사운드 오브 리벨리온》은 북미 및 유럽 한정판 번들로 발매되었다. 전체 사운드트랙은 나중에 2017년 4월 18일 아이튠즈에서 현지화된 영어 버전으로 발매되었고, 같은 해 후반에 iam8bit에서 비닐로 발매되었다.

## 출시

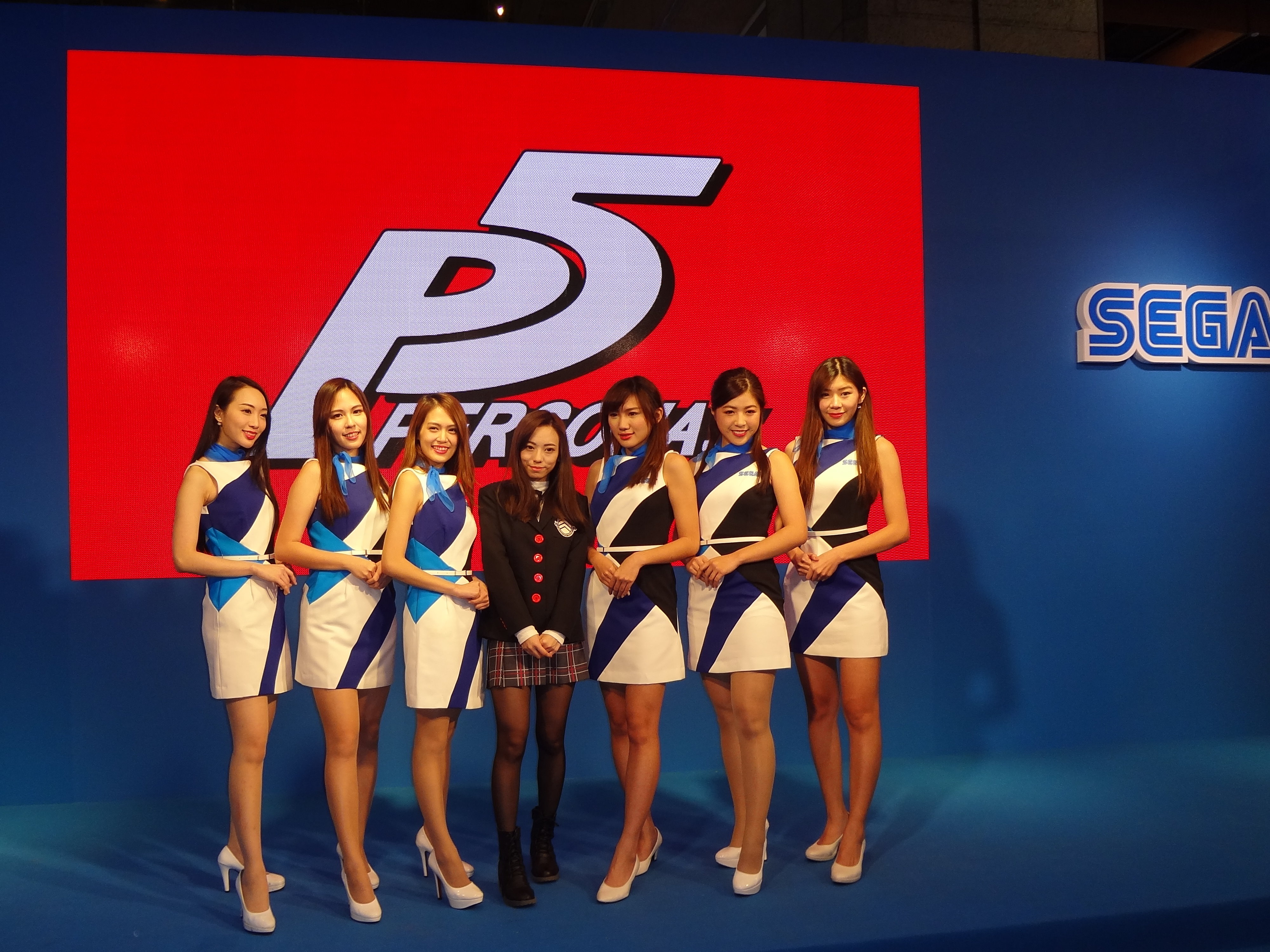
2017년 타이베이 게임 쇼에서 홍보되는 페르소나 5

페르소나 5는 2013년 11월에 《페르소나 Q: 섀도우 오브 더 래버린스》, 《페르소나 4 댄싱 올나이트》, 플레이스테이션 3 이식 버전인 《페르소나 4 아레나 얼티맥스》와 함께 티저 트레일러로 처음 발표되었다. 페르소나 5는 원래 2014년 말에 플레이스테이션 3 전용으로 출시될 예정이었다. 2014년 9월 소니 기자회견에서 플레이스테이션 4로도 출시될 것이며 발매가 2015년으로 연기되었다고 발표되었다. 디렉터 하시노 가쓰라에 따르면 플레이스테이션 4용으로 완전히 개발하고 두 버전 모두의 전반적인 품질을 향상시키기 위해 연기되었다. 첫 번째 게임플레이 트레일러는 2015년 2월 5일 특별 라이브 스트림에서 공개되었다. 첫 번째 게임플레이 트레일러에 사용된 노래는 메인 테마의 기악 버전이다. 독점 트레일러가 담긴 블루레이 디스크는 2015년 6월 25일 일본에서 발매된 페르소나 4 댄싱 올나이트의 초회판에 번들로 제공되었다. 2015년 도쿄 게임 쇼의 특별 라이브 스트림에서 이 게임이 2016년 말로 연기될 것이라고 발표되었다. 스태프 인터뷰에서 하시노는 발매 연기에 대해 사과하며, 콘텐츠 측면에서 주저함 없이 고품질 제품을 제공하기 위해 필요했다고 밝혔다.
2016년 4월, 아틀러스는 2016년 5월 5일까지 진행되는 카운트다운을 시작했다. 곧이어 카운트다운 날짜와 일치하는 Take Tokyo Tower라는 특별 라이브 스트림이 발표되었다. Take Tokyo Tower 라이브 스트림에서 트레일러는 게임의 최종 출시일을 공개했다. 페르소나 5는 2016년 9월 15일 일본에서 출시되었다. 일반판과 함께 20주년 기념판이 출시되었는데, 여기에는 페르소나 3와 페르소나 4를 기반으로 한 모든 다운로드 가능 콘텐츠(DLC), 시리즈의 6개 주요 게임의 음악이 담긴 5CD 베스트 음반 세트, 소에지마의 게임 공식 아트북이 포함되어 있다. 페르소나 5의 일본 출시를 기념하여, 시리즈 중심의 버라이어티 쇼 페르소나 스토커 클럽은 페르소나 스토커 클럽 V라는 새로운 프로그래밍 블록을 선보였다. 일본에서 게임을 홍보하기 위해 아틀러스는 AKG 어쿠스틱스와 제휴하여 2016년 12월 후타바가 쓰는 것을 기반으로 한 한정판 무선 헤드폰을 출시했다. 이 헤드폰은 소에지마가 디자인한 아트워크가 있는 상자에 포장되었고, 메구로와 고즈카가 리믹스한 두 트랙이 담긴 음악 CD가 포함되어 있었다. 캐릭터를 기반으로 한 의류도 2018년 초 일본에서 출시되었다.
출시 후, 캐릭터 의상과 추가 페르소나가 유료 DLC로 출시되었다. 의상에는 페르소나 3와 페르소나 4를 기반으로 한 20주년 기념판에 포함된 의상 외에도, 여신이문록 페르소나, 페르소나 2 듀올로지 (죄와 벌), 진 여신전생 If..., 캐서린, 진 여신전생 IV, 데빌 서머너 쿠즈노하 라이도우 대 초력병단, 페르소나 4 아레나, 댄싱 올나이트를 기반으로 한 새로운 의상이 포함된다. 의상에는 각 의상 세트의 게임에서 편곡된 전투 음악이 수반되며, 이는 조커가 입는 의상에 따라 기본 전투 테마 대신 나온다. 페르소나 3와 페르소나 4의 일부 주요 페르소나는 새로운 디자인과 각 페르소나의 원본 디자인을 포함하는 번들로 출시되었다. 또한, 페르소나 5의 중심 캐릭터를 기반으로 한 플레이스테이션 4 테마와 아바타 세트가 출시되었다. "무자비"라고 알려진 추가 난이도 설정도 무료 DLC로 출시되었다.
사전 주문 보너스와 북미 초기 출시일인 2017년 2월 14일은 E3 2016 일주일 전에 발표되었다. 유럽과 호주에서의 같은 날짜 출시는 다음 8월에 발표되었다. 2016년 11월, 출시가 2개월 연기되어 4월 4일로 미뤄졌다. 언급된 이유는 아틀러스가 게임의 품질을 최대한 높이고 싶었기 때문이었다. 아틀러스 USA는 북미에서 이 게임을 배급했다. 유럽과 호주에서는 딥 실버가 배급했다. 이전 페르소나 게임과 마찬가지로, 영어 지역화는 아틀러스 USA에서 담당했으며 유 남바가 이끌었다. 남바에 따르면, 팀은 페르소나 시리즈의 새로운 배경이었기 때문에 영어 성우진을 선택할 때 "백지 상태"에서 시작했다. 페르소나 5의 지역화는 남바에 의해 시리즈 전용으로 가장 많은 스태프가 투입된 대규모 프로젝트로 소개되었다. 프로젝트 리더로서 남바는 지역화 과정에서 팀이 제기한 문제에 대한 최종 결정을 내렸다. 영어권 지역에서는 "진 여신전생"이라는 명칭이 제목에서 삭제되었다. 영어판 출시를 위해 일본어 더빙은 무료 DLC로 제공되었다.
전 세계 출시 시, 아틀러스는 게임 스트리밍에 대한 가이드라인을 발표하며, 특정 게임 내 날짜를 넘어 영상을 공유하는 스트리머는 "[콘텐츠 ID] 클레임 또는 그보다 더 나쁜 채널 정지/계정 정지 위험을 감수한다"고 명시했다. 이 가이드라인은 널리 위협적으로 인식되었고, 많은 게임 언론과 스트리밍 커뮤니티에서 비판을 받았다. 약 3주 후, 아틀러스는 원래 가이드라인의 어조에 대해 사과하고 정책을 수정하여 스트리밍 가능한 양을 상당히 늘렸다.

### 페르소나 5 더 로열
일본에서는 《페르소나 5: 더 로열》로 출시된 확장판은 《페르소나 4 더 골든》과 유사하게 페르소나 5 무인판의 확장 버젼이다. 이 버전에는 요시자와 카스미라는 새로운 마음의 괴도단 멤버, 새로운 팰리스, 새로운 도시 지역(기치조지), 새로운 음악, 추가 줄거리 및 사회적 요소, 플레이 가능한 3학기, 플레이스테이션 4 프로 지원 등 많은 다른 변경 사항과 추가 사항이 포함되어 있다. 시리즈 최초로 로열은 프랑스어, 독일어, 이탈리아어, 스페인어 자막을 제공한다. 이 게임은 하야시 유이치로가 감독하고 MAPPA가 제작한 새로운 오프닝 시퀀스를 특징으로 하며, 원본 게임과 마찬가지로 Domerica가 새로운 애니메이션 컷신을 공동 제작했다. 아틀러스는 2018년 12월에 페르소나 5 R이라는 이름으로 처음 티저를 공개했으며, 2019년 4월에 완전히 공개했다. 이 게임은 2019년 10월 31일 일본에서, 2020년 3월 31일 전 세계적으로 플레이스테이션 4로 출시되었다. 또한 2022년 10월 21일 닌텐도 스위치, 플레이스테이션 5, Windows, 엑스박스 원, 엑스박스 시리즈 X/S로 출시되었다. 타 플랫폼은 아틀러스의 소유주인 세가가 이식했다.
세가는 유럽과 호주에서 로열을 배급했으며, 이 지역에서 오리지널을 배급했던 딥 실버의 역할을 이어받았다. 출시와 동시에 로열은 수많은 캐릭터 의상 세트와 페르소나를 유료 DLC로 제공했다. 의상에는 페르소나 5 댄싱 스타 나이트와 페르소나 Q2 뉴 시네마 래버린스를 기반으로 한 것들이 포함된다. 또한, 카스미는 자신만의 의상 번들을 받았다. 추가된 페르소나에는 페르소나 3와 4의 페르소나가 포함된다. 페르소나 3 주인공과 페르소나 4 주인공과의 추가 전투를 추가하는 DLC가 출시되었다. 원본 게임의 모든 DLC는 페르소나 5 더 로열 소유자에게 무료 다운로드로 제공되었다. 로열을 위해 제작된 유료 DLC는 닌텐도 스위치, 플레이스테이션 5, Windows, 엑스박스 원, 엑스박스 시리즈 X/S 버전에 무료로 포함되었다. 로열은 Xbox Play Anywhere를 지원하지만, 플레이스테이션 5 버전은 플레이스테이션 4 버전에서 업그레이드 경로 또는 저장 데이터 전송을 제공하지 않는다.

## 평가
페르소나 5는 메타크리틱에 따르면 "대체적인 찬사"를 받으며 역대 최고의 롤플레잉 게임 중 하나로 꼽혔다. 《패미통》은 이 게임에 거의 완벽한 점수를 주며 긍정적인 평가를 내렸다. 《플레이스테이션 오피셜 매거진 - UK》는 이 게임을 "명백한 걸작"이라고 묘사했다. 《IGN》의 앤드류 골드파브는 페르소나 5가 "특별하고 기억에 남는 경험이며 지난 10년 동안 가장 깊이 있는 Jrpg 중 하나로 돋보인다"고 말했다. 《RPGamer》는 "페르소나 5로 아틀러스는 다시 한번 현대 JRPG의 대가임을 입증했다. 뛰어난 스타일, 중독성 있는 게임 플레이, 매력적이고 생각을 자극하는 스토리로..."라고 평했다. 높이 평가된 측면 중 하나는 그래픽 스타일과 아트 디렉션이었다. 일본 게임 디자이너 사쿠라이 마사히로는 스타일리시한 UI 디자인을 가진 비디오 게임의 예로 이 게임을 들며, 자신이 가장 좋아하는 게임 UI라고 칭했다.
영어 지역화의 품질이 몇 안 되는 비판 대상 중 하나였으며, 《폴리곤》은 이를 "짜증나게 평범하다"고 묘사했다. 또 다른 비판은 성소수자 주제를 다루는 방식이었다. 《페이스트》에 기고한 케네스 셰퍼드는 이 게임이 이성애 중심주의적이며, 농담으로 취급되는 "색정적인" 게이 커플이 등장한다고 지적했다. 이 장면의 대사는 페르소나 5 더 로열의 서양 버전에서 변경되었고, 지역화 팀이 대사 변경을 주장했다. 셰퍼드와 폴리곤 작가 로라 데일은 로열의 지역화 변경이 적어도 사소한 개선이었지만, 이 게임은 여전히 성소수자 정체성에 대해 대체적으로 비포괄적이라고 평가했다.

### 로열
페르소나 5 더 로열은 메타크리틱에 따르면 평론가들로부터 "전반적인 찬사"를 받았으며, 원본보다 훨씬 높은 점수를 받았다. 이 게임은 너티 독의 《더 라스트 오브 어스 리마스터드》와 함께 메타크리틱에서 세 번째로 높은 평가를 받은 플레이스테이션 4 게임이다. IGN은 이를 최고의 현대 롤플레잉 게임 중 하나로 선정했다. 패미통은 로열의 새로운 요소를 칭찬했다. 게임스팟의 마이클 하이엄은 새로운 음악, 캐릭터, 그리고 추가된 3학기째를 칭찬하며, 이는 원본 게임의 갑작스러운 종료라는 단점을 해결했다고 말했다.  리뷰 끝마무리에서 로열은 이미 훌륭한 게임을 더욱 다듬고 훌륭한 새 이야기로 최고였던 것을 기반으로 하며, "우리 시대 최고의 게임 중 하나로 인정받아야 할 잊을 수 없고 힘을 주는 RPG"라고 평했다. IGN의 레아나 하퍼는 로열이 "이미 놀라운 게임을 다음 단계로 끌어올리는 방법에 대한 살아있는 마스터급"라고 말했다. 하퍼는 메멘토스 던전의 개선을 칭찬하며 "아틀러스가 메멘토스를 훨씬 더 생동감 있게 만들었다는 사실 자체가 엄청난 개선이다"라고 말했다.

### 판매
페르소나 5는 《파이널 판타지 XV》의 출시 연기 이후 사전 주문 판매량이 급증했으며, 파이널 판타지 XV는 원래 페르소나 5와 같은 달에 출시될 예정이었다. 아마존 재팬에서 판매량은 450% 증가하여 《테일즈 오브 베르세리아》에 이어 베스트셀러 차트 2위를 차지했다. 출시 첫 주에 PS4 버전은 264,793장 판매로 1위를 차지했으며, PS3 버전은 72,974장 판매로 2위를 차지하여 총 337,767장 판매를 기록했다. 이로써 페르소나 5는 《여신이문록 페르소나》를 제치고 시리즈 역사상 가장 빠르게 많은 부수가 판매된 타이틀로 기록되었으며, 《프로 에볼루션 사커 2017》과 함께 PS4 판매량을 전주 대비 크게 끌어올렸다. 하시노는 2016년 9월까지 물리적 출하량과 디지털 판매량이 55만 장을 돌파했다고 나중에 보고했다. 일본 출시 3주 만에 이 게임은 아틀러스의 국내 베스트셀러 게임이 되었다.
일본 외 지역에서는 페르소나 4보다 5배 많은 패키지 판매량을 기록하며 역대 페르소나 게임 중 가장 큰 데뷔 실적을 기록했다. 4월 플레이스테이션 네트워크에서 PS4 차트 1위, PS3 차트 3위를 차지했으며, 아틀러스는 전 세계적으로 150만 장을 출하했다고 발표했다. 2017년 11월까지 그 숫자는 200만 장을 넘어섰으며, 이는 시리즈에서 가장 많이 팔린 게임으로 기록되었다. 페르소나 5의 성공은 2017년 세가의 연간 매출 증가에 기여했다. 2018년 플레이스테이션 어워드에서 아시아에서 100만 장 판매를 돌파하여 플래티넘 상을 수상했다. 페르소나 5는 2019년 12월까지 320만 장 이상 판매되었다.
페르소나 5 더 로열은 2019년 12월까지 일본에서 40만 장 이상 출하되었다. 이로써 페르소나 5와 로열의 총 판매량은 2019년 12월까지 전 세계적으로 360만장을 넘어섰다. 2020년 2월, 로열은 대한민국과 타이완의 미디어 크리에이트 판매 차트에서 1위를 차지했다. 영국에서는 로열이 판매 차트 5위로 데뷔했으며, 출시 첫 주 판매량의 79%가 닌텐도 스위치 버전에서 나왔다. 로열은 2020년 7월까지 140만 장 이상 판매되어, 페르소나 5와 로열의 총 판매량은 460만장을 넘어섰다. 페르소나 5와 로열은 2021년 6월까지 500만 장(로열 180만장 포함) 이상 판매되었다.
2022년 10월에 다른 플랫폼으로 게임이 출시되었을 때, 일본 매체인 《패미통》에 따르면 10월 17일부터 23일까지의 주간 판매량에서 닌텐도 스위치 버전은 45,998장의 물리 판매량으로 2위, 플레이스테이션 5 버전은 5,051장으로 7위를 기록했다. 영국에서는 로열의 재출시가 판매 차트 6위로 데뷔했으며, 출시 주 판매량의 79%가 닌텐도 스위치 버전에서 나왔다. 2022년 11월 30일까지 로열의 플레이스테이션 4 버전은 230만 장이 판매되었다. 2023년 4월까지 다른 플랫폼으로의 포팅은 총 170만 장이 판매되었으며, 로열의 총 판매량은 400만장, 페르소나 5의 모든 버전의 총 판매량은 720만장에 달한다. 로열, 댄싱 인 스타라이트, 스트라이커스, 택티카를 포함한 페르소나 5 시리즈는 2023년 12월까지 1,000만장 이상 판매되었다. 로열은 2025년 3월까지 총 725만 장이 판매되어, 페르소나 5의 모든 버전의 총 판매량은 1,045만 장에 달한다.

### 수상
페르소나 5는 일본 2016년 플레이스테이션 어워드에서 두 개의 상을 수상했다. 더 게임 어워드 2017에서 "올해의 게임", "최고의 아트 디렉션", "최고의 스코어/음악", "최고의 롤플레잉 게임" 부문 후보에 올랐으며, 결국 "최고의 롤플레잉 게임" 부문을 수상했다. 2017년 일본 게임 대상에서 우수상을 수상했다. 게임스팟은 페르소나 5를 젤다의 전설 브레스 오브 더 와일드에 이어 2017년 최고의 게임 2위로 선정했다. IGN의 2017년 연말 시상식에서 "최고의 RPG"를 수상했으며, "올해의 게임", "최고의 플레이스테이션 4 게임", "최고의 아트 디렉션", "최고의 스토리", "최고의 오리지널 음악" 부문 후보에 올랐다. 또한 2017년 핑 어워드에서 "최고의 국제 게임" 후보에 올랐으며, 자이언트 밤에서 "최고의 음악" 및 "최고의 스타일" 부문 후보에 올랐다.
페르소나 5는 유로게이머, 폴리곤, 더 버지, GamesRadar+, 일렉트로닉 게이밍 먼슬리의 연말 리스트에서 2017년 최고의 게임 중 하나로 선정되었다. 디스트럭토이드는 2017년 올해의 게임 어워드에서 "최고의 PS4 게임" 후보로 지명했다. 게임 인포머 스태프는 2017년 "최고의 롤플레잉 게임"뿐만 아니라 "최고의 내러티브" 및 "최고의 출연진"으로 선정했다. 독자 선정 시상식에서는 "최고의 롤플레잉 게임"으로 선정되었으며, "최고의 소니 게임"에서 2위, "올해의 게임"에서 3위를 차지했다. 제21회 D.I.C.E. 어워드에서 인터랙티브 예술 과학 협회는 페르소나 5를 "올해의 롤플레잉 게임" 후보로 지명했다. 이 게임은 뉴욕 게임 어워드 2018에서 "게임 최고의 음악" 부문 틴 팬 앨리 상을 수상했다. 또한 게임 디벨로퍼스 초이스 어워드에서 "최고의 시각 예술" 상 후보에 올랐으며, 2018년 SXSW 게이밍 어워드에서 "음악 스코어 우수" 및 "아트 우수" 부문 후보에 올랐다. 2019년 G.A.N.G. 어워드에서 "최고의 게임 음악 커버/리믹스" 후보에 올랐다.
페르소나 5 더 로열은 패미통 전격 게임 대상 2019에서 "최고의 음악" 상을 수상했으며, "최고의 RPG" 부문 후보에도 올랐다. 더 게임 어워드 2020에서 "최고의 롤플레잉 게임" 후보에 올랐으며, 제24회 D.I.C.E. 어워드에서도 "올해의 롤플레잉 게임" 후보에 올랐지만, 두 상 모두 파이널 판타지 VII 리메이크에 졌다.

## 미디어 믹스 및 속편
독립형 애니메이션 스페셜인 《페르소나 5: 디 애니메이션 -더 데이 브레이커즈-》는 2016년 9월 3일 일본에서 방영되었다. A-1 Pictures가 제작한 더 데이 브레이커즈는 게임에서 나온 사건을 배경으로 하며, 본편 스토리와는 별개의 "서브 이벤트"로 그려진다. 히사토 무라사키의 페르소나 5 만화 각색은 2016년 9월 15일부터 온라인 연재를 시작했다. 게임의 사건을 기반으로 한 애니메이션 TV 시리즈인 《페르소나 5: 디 애니메이션》은 CloverWorks가 제작했으며 2018년 4월에 방영을 시작했다. 《페르소나 5: 더 스테이지》라는 제목의 무대극 각색이 일본에서 공연되었으며, 음악은 기타조 아쓰시가 작곡했다.
플레이스테이션 4와 플레이스테이션 비타용 리듬 게임인 《페르소나 5 댄싱 스타 나이트》는 페르소나 5의 주역 출연진을 특징으로 하며 2018년에 출시되었다. 출연진은 2018년에 출시된 닌텐도 3DS용 《페르소나 Q2 뉴 시네마 래버린스》에도 등장한다. 오메가 포스와 공동 개발한 페르소나 5의 액션 롤플레잉 속편인 《페르소나 5 스크램블》은 그들의 진·삼국무쌍 시리즈 기반 게임 플레이를 특징으로 하며, 2020년에 일본에서, 2021년에 닌텐도 스위치, 플레이스테이션 4, Windows용으로 전 세계에서 출시되었다. 전략 롤플레잉 게임 스핀오프인 《페르소나 5 택티카》는 2023년에 출시되었다. 안드로이드와 iOS용 스핀오프인 《페르소나 5: 더 팬텀 X》는 2023년에 발표되었으며, 블랙 윙즈 게임 스튜디오가 개발하고 퍼펙트 월드 게임즈가 배급하며, P-스튜디오가 게임 개발을 돕고 있다.
조커는 2018년 크로스오버 대전 격투 게임인 《슈퍼 스매시브라더스 얼티밋》에 다운로드 가능 콘텐츠(DLC)를 통해 플레이 가능한 캐릭터로 등장한다. 슈퍼 스매시브라더스의 디렉터인 사쿠라이 마사히로는 페르소나 시리즈의 팬이며, 조커가 얼티밋의 DLC에 적용하고 싶었던 접근 방식을 상징한다고 밝혔다. 그는 슈퍼 스매시브라더스 환경 내에서 독특하고 재미있게 사용할 수 있는 캐릭터를 원했다고 덧붙였다. 다른 캐릭터와 시리즈 요소 또한 다양한 다른 게임에서 크로스오버 출연을 했다.

## 내용주
1. ↑  애니메이션 각색은 원래 A-1 Pictures에 귀속되었다.[233] 그러나 2018년 10월 스튜디오와 분리된 후 CloverWorks로 귀속이 이전되었다.[234][235]